# Gonzalo Collao
Gonzalo Antonio Collao Villegas (* 9. September 1997 in Coquimbo) ist ein chilenischer Fußballspieler auf der Position des Torwarts.

## Karriere

### Verein
Gonzalo Collao begann in der Jugend von Coquimbo Unido und wechselte mit 14 Jahren zu Universidad de Chile. Der Torwart schaffte den Sprung ins Profiteam, saß bereits im Jahr 2014 als zweiter Torwart auf der Ersatzbank und debütierte im Juli 2017 in der Copa Chile, als er beim 2:0-Erfolg über Ñublense in der 40. Spielminute für den verletzten Fernando de Paul eingewechselt wurde. Die Copa Chile konnte La U schließlich gewinnen. Im Januar 2018 wurde Collao an den Zweitligisten CD Cobreloa verliehen, bei dem er acht Ligaspiele absolvierte. Aber nach dem Leihjahr schaffte er nicht den Sprung ins Tor bei La U.
Im Juli 2019 verkündete Collao den ablösefreien Transfer zum spanischen Zweitligaklub Extremadura UD für das kommende Jahr. Dort kam er überwiegend im B-Team des Klubs zum Einsatz. Im Juli 2021 ging Collao in die kroatische 1. HNL zum NK Istra 1961. Im Juli 2022 kehrte er nach Chile zurück, wo er beim CD Palestino für zwei Spielzeiten unterschrieb. Nach kurzer Zeit verlor er den Startelfplatz an César Rigamonti. Am 25. Juli 2023 hob Collao den Vertrag mit dem Verein auf.
In der zweiten Jahreshälfte 2023 begann Collao ein Studium der Ernährungs- und Gesundheitswissenschaften.

### Nationalmannschaft
Gonzalo Collao nahm mit der U-20-Nationalmannschaft an der Südamerikameisterschaft 2017 in Ecuador teil. Der Torwart, der alle vier Partien bestritt, beendete das Turnier mit Chile nach zwei Unentschieden und zwei Niederlagen als Gruppenletzter in der Gruppenphase.
Für die A-Nationalmannschaft wurde Collao im März 2018 von Trainer Reinaldo Rueda für die Freundschaftsspiele gegen Schweden und Dänemark nominiert. Sein Debüt und bisher einziges Länderspiel spielte Collao gegen Rumänien beim Freundschaftsspiel im Mai 2018.

## Erfolge
Universidad de Chile
- Chilenischer Meister: 2016/17-C
- Chilenischer Pokalsieger: 2017

Cobreloa
- Chilenischer Zweitliga-Meister: 2018